# Oryxolaemus scabiosus
Oryxolaemus scabiosus é uma espécie de insetos coleópteros polífagos pertencente à família Apionidae.
A autoridade científica da espécie é Weise, tendo sido descrita no ano de 1889.
Trata-se de uma espécie presente no território português.